# Vitkovci
Vitkovci su naseljeno mjesto u sastavu općine Teslić, Republika Srpska, BiH.

## Povijest
Vitkovci su se do rata nalazili u sastavu općine Tešanj. 

## Stanovništvo
| Vitkovci           |                |                |                |
| godina popisa      | 1991.          | 1981.          | 1971.          |
| Srbi               | 1.214 (92,88%) | 1.265 (92,26%) | 1.057 (93,37%) |
| Hrvati             | 80 (6,12%)     | 83 (6,05%)     | 64 (5,65%)     |
| Muslimani          | 1 (0,07%)      | 0              | 0              |
| Jugoslaveni        | 9 (0,68%)      | 18 (1,31%)     | 1 (0,08%)      |
| ostali i nepoznato | 3 (0,22%)      | 5 (0,36%)      | 10 (0,88%)     |
| ukupno             | 1.307          | 1.371          | 1.132          |

## Šport
Od 1996. održava se Humanitarni noćni turnir u malom nogometu Milijaš.